# Jystrup Kirke
Jystrup Kirke er beliggende i Jystrup ved Ringsted.
Kirkens ældste romanske del er fra ca. 1250. Det nuværende gotiske kor og tårn er bygget tæt på år 1500, mens våbenhuset antagelig er bygget en del år før. De seneste kalkmalerier, som er malet af Elmelundemesteren omkring år 1500, blev først fremdraget i 1970. Kirken har to fine klokker begge fra senmiddelalderen.

## Kirkens nær- og fjernomgivelser
Kirken ligger højt og meget synligt i landskabet og der er væsentlige kik til denne fra vest, syd, sydøst og nordøst.

## Eksterne kilder og henvisninger
- Wikimedia Commons har flere filer relateret til Jystrup Kirke
- Jystrup Kirke hos KortTilKirken.dk
- Jystrup Kirke i bogværket Danmarks Kirker (udg. af Nationalmuseet)